# Alice Lake
Alice Lake (New York, 12 settembre 1895 – Hollywood, 15 novembre 1967) è stata un'attrice statunitense.

## Biografia
Nata a Brooklyn, nel 1913 iniziò la sua carriera cinematografica negli studi newyorkesi della Vitagraph Company in diversi film dell'attore e regista Wally Van. Dal 1916 fu a Los Angeles, interprete dei film comici di Fatty. Nel 1920 stipulò un contratto con la Metro Goldwyn Mayer recitando una serie di film drammatici che segnarono il meglio della sua carriera. Nel 1921 fu con Rodolfo Valentino in Uncharted Seas di Wesley Ruggles, ma nel giro di un paio d'anni iniziò il suo declino. Nel 1924 sposò l'attore Robert Williams, da cui divorziò l'anno dopo.
Continuò con brevissime apparizioni fino al 1936, anno in cui fu costretta ad abbandonare il cinema. Ridotta in povertà, fu arrestata due volte perché impossibilitata a pagare delle multe. Morì nel 1967 di una crisi cardiaca in una casa di riposo di Hollywood e fu sepolta nel Valhalla Memorial Park Cemetery.

## Riconoscimenti
- Stella nell’Hollywood Walk of Fame.

## Filmografia parziale

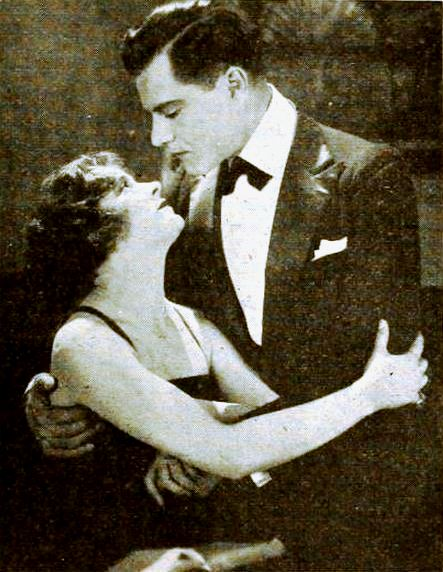
Con Bert Lytell in Blackie's Redemption (1919)

- The Picture Idol, regia di James Young - cortometraggio (1912)
- How to Do It and Why; or, Cutey at College, regia di Wally Van - cortometraggio (1914)

- Who's Who in Hogg Hollow - cortometraggio (1914)
- The Boarding House Feud, regia di Lee Beggs - cortometraggio (1915)
- Love, Snow and Ice, regia di Wally Van - cortometraggio (1915)
- Insuring Cutey, regia di Wally Van - cortometraggio (1915)
- Welcome to Bohemia, regia di Wally Van - cortometraggio (1915)
- Playing Dead, regia di Sidney Drew (1915)
- The Ruling Power, regia di Lionel Belmore - cortometraggio (1915)
- The Mystery of the Empty Room, regia di Cortland Van Deusen - cortometraggio (1915)
- Levy's Seven Daughters, regia di Wally Van - cortometraggio (1915)
- The Fifth Ace, regia di William Parker - cortometraggio (1916)
- The Moonshiners, regia di Roscoe Arbuckle - cortometraggio (1916)
- The Waiters' Ball, regia di Roscoe Arbuckle - cortometraggio (1916)
- A Creampuff Romance, regia di Roscoe Arbuckle - cortometraggio (1916)
- The Grab Bag Bride, regia di Ferris Hartman - cortometraggio (1917)
- La casa tempestosa (1917)
- Chiaro di luna (1918)
- Un eroe del deserto (1919)
- Blackie's Redemption, regia di John Ince (1919)
- Lombardi, Ltd., regia di Jack Conway (1919)
- Body and Soul (1920)
- The Greater Claim (1921)
- Uncharted Seas (1921)
- The Hole in the Wall, regia di Maxwell Karger (1921)
- Kisses, regia di Maxwell Karger  (1922)
- Broken Hearts of Broadway (1923)
- Red Lights (1923)
- The Virgin (1924)
- The Overland Limited, regia di Frank O'Neill (1925)
- The Price of Success (1925)
- The Truth About Men (1926)
- The Angel of Broadway (1927)
- L'inferno delle fanciulle (1928)
- Letti gemelli (1929)
- La mongolfiera della morte (1930)
- Condannata (1931)
- Skyway (1933)
- Scandalo (1934)
- La riva dei bruti (1935)
- Hollywood Boulevard (1936)